# USS Wyoming (BB-32)
La USS Wyoming (BB-32) fu la prima nave di una classe con lo stesso nome di corazzate dreadnought e terza nave della Marina degli Stati Uniti d'America con il nome di Wyoming anche se era solo la seconda chiamata così in onore del 44º stato. La Wyoming fu costruita, grazie ai finanziamenti della signora Dorothy Eunice Knight, presso il cantiere William Cramp and Sons di Filadelfia nel febbraio 1910, varata nel marzo 1911 e completata nel settembre 1912. Era armata con una batteria principale con dodici cannoni da 305 mm ed era capace di una velocità massima di 20.5 nodi.

## Servizio
La USS Wyoming entrò in servizio nel settembre 1912, all'inizio operò lungo la costa atlantica degli Stati Uniti e nei Caraibi durante il suo primo anno di servizio e fece un breve dispiegamento nel Mar Mediterraneo nell'ottobre-novembre 1913. L'anno successivo la Wyoming prese parte alle fasi successive dell'occupazione statunitense di Veracruz. Le sue attività nell'Atlantico occidentale e nei Caraibi continuarono fino a ben dopo l'entrata degli Stati Uniti nella prima guerra mondiale nell'aprile 1917. Verso la fine di quell'anno, attraversò l'Atlantico per unirsi alla Grand Fleet nel Mare del Nord, dove fu impiegata nel Sesto Squadrone da Battaglia fino a un mese dopo che l'Armistizio del novembre 1918 che pose fine ai combattimenti.
Dopo, durante il primo decennio del dopoguerra, la Wyoming prese parte alle operazioni regolari della flotta di corazzate della Marina americana. Rimase nell'Atlantico fino alla metà del 1919, poi venne spostata nel Pacifico, dove rimase per due anni. Nel luglio 1920 ricevette la designazione BB-32 e all'inizio del 1921 navigò verso sud per "visitare" il Cile. Tornò nell'Atlantico nell'agosto 1921, ma transitò periodicamente attraverso il Canale di Panama per svolgere delle esercitazioni nell'oceano Pacifico. La Wyoming raggiunse l'Europa con un incrociatore di guardiamarina nell'estate del 1924. Nel 1927, fu modernizzata, sostituendo le sue caldaie a carbone con nuovi tipi a petrolio, perdendo dopo l'albero "a cestino" e ricevendo miglioramenti alla protezione, agli armamenti e ai macchinari.
Secondo i termini del Trattato di Londra del 1930, la Wyoming venne smilitarizzata all'inizio del 1931, diventando una nave scuola, con il nuovo numero di scafo AG-17. Svolse quella funzione per il resto del decennio e oltre, effettuando crociere attraverso l'Atlantico in diverse occasioni con i guardiamarina. Prese parte anche a numerose esercitazioni di sbarco anfibio, fornendo un'esperienza che sarebbe stata vitale per la Marina e il corpo dei Marines negli anni '40.
Con la partecipazione alla Seconda Guerra Mondiale, la Wyoming assunse la missione di addestrare migliaia di marinai nell'uso di armi da fuoco e artiglieria. Durante la guerra, operò nell'area della baia di Chesapeake, sparando più munizioni di qualsiasi altra nave della Marina americana. I restanti grossi cannoni del Wyoming furono sostituiti con altre armi da cinque pollici e più piccole ancora all'inizio del 1944, riflettendo una crescente importanza sulle necessità antiaeree. Nel luglio 1945 divenne una nave da artiglieria sperimentale con quella che presto divenne la Forza di sviluppo operativo, prestando servizio in tale veste fino all'agosto 1947, quando venne dismessa e cedette la funzione alla USS Mississippi (AG-128).
La USS Wyoming fu venduta per la demolizione nell'ottobre 1947.